# SEAT Cupra GT
La SEAT Cupra GT è una vettura da competizione realizzata nel 2003 dalla SEAT.

## Tecnica
La vettura è stata realizzata in collaborazione dal SEAT Sport e dal SEAT Design Centre. Il propulsore installato è un 3.0 V6 biturbo Audi da 500 cv di potenza e 600 N m di coppia. Esso viene gestito da un cambio sequenziale a sei marce.
Il propulsore è in grado di far accelerare la Cupra in 4,1 secondi fino a 100 km/h, con una punta massima di 295 km/h. L'impianto frenante è costituito da freni a disco ventilati posti dietro cerchi in lega da 18', i quali sono avvolti da pneumatici da 265/650 all'anteriore e 285/680 al posteriore. È dotata di ammortizzatori indipendenti rigidi a quadrilateri articolati Ohlins con molle elicoidali. L'intero design aerodinamico è stato sviluppato da Walter de Silva per avere il minor coefficiente aerodinamico possibile.
L'intero corpo vettura, per avere un peso contenuto, è stato interamente realizzato in carbonio su di un telaio tubolare in cui sono innestate varie barre anti-rollio. Diversi contrafforti si occupano di ridistribuire le sollecitazioni sulle varie parti della Cupra.

## Attività sportiva
La vettura è stata realizzata appositamente per correre nel campionato Gran Turismo spagnolo.